# Pacífico Fútbol Club
El Pacífico Fútbol Club fue un club de fútbol colombiano, del municipio de Buenaventura, Valle del Cauca. Fue fundado en 2010 y jugó en la Categoría Primera B.

## Historia
El equipo nace en enero de 2010, debido a que la alcaldía de Palmira no le brindó el apoyo económico esperado al entonces llamado Deportes Palmira, que jugaba en esa ciudad. Tras barajar la propuesta de ciudades como Popayán y Cali, el club optó por mudarse al municipio de Buenaventura.
Para la temporada, habrá una renovación total de la nómina de jugadores que integró al desaparecido Deportes Palmira. El debut del Pacífico Fútbol Club fue el sábado 6 de febrero de 2010, cuando visitó al Juventud Girardot por la primera fecha de la edición 2010 del torneo de la Categoría Primera B. Dicho encuentro finalizó con empate a un gol. Dirigido por el técnico vallecaucano John Mauricio Roa Nieto.

### En la Primera B
En su historia el Pacífico F.C. jugó la mayoría de partidos en la Categoría Primera B, segunda división del fútbol en Colombia.
En el torneo de Ascenso de 2010 el equipo quedó noveno con 47 puntos,el equipo tuvo opciones de clasificar hasta la última fecha ya que este campeonato fue de todo el año, o sea de 36 fechas, pero Real Santander  le ganó su partido a Itagüí Ditaires(1-0) y Pacífico FC perdió su partido 1-0 ante Deportivo Pasto, en el 2011 en el Primer Semestre o Torneo Apertura clasificó de cuarto en el todos contra todos con 29 puntos, en cuartos de final eliminó a Uniautónoma y en semifinales quedó eliminado por el recién descendido de la Categoría Primera A en la temporada 2010 que era el equipo Cortuluá, en el segundo semestre o torneo finalización el equipo quedó en la posición 16° con 15 puntos.

### Copa Colombia
En Copa Colombia tuvo la posibilidad de enfrentar a los equipos de la Categoría Primera A y tradicionales del Departamento del Valle del Cauca y la ciudad de Cali que son Deportivo Cali y América de Cali.

### Desaparición
Culminada la asamblea de clubes de la Dimayor del 13 de diciembre de 2011, se dio a conocer la aprobación de la solicitud del presidente del club, Nelson Soto Duque, para trasladar al equipo de Buenaventura a Sincelejo, con el fin de renombrarlo como Sucre Fútbol Club.

## Uniforme
- Uniforme titular: Camiseta amarilla, pantalón y medias verdes
- Uniforme alternativo: Camiseta, pantalón y medias blancas.

## Estadio
La sede de los partidos en condición de local del Pacífico F. C. eran el Polideportivo El Cristal, escenario deportivo reformado para los Juegos Deportivos Nacionales en su edición de 2008.

## Datos del Club
- Temporadas en  1ª:0
- Temporadas en 2ª :  (2010 - 2011).
- Mejor puesto: Primera B:3°(2011)
- Peor puesto: Primera B: 9°(2010)
- Máxima goleada a favor: Pacífico F.C. 4 - 2 Bogotá F.C. - 14 de mayo de 2011
- Máxima goleada en contra: Bogotá F.C. 4 - 0 Pacífico F.C. - 5 de noviembre de 2011